# Загряжский, Даниил Дмитриевич
Даниил Дмитриевич Загряжский — сын боярский из рода Загряжских на службе у русских царей Василия III Ивановича и Ивана IV Васильевича
Старший из двоих сыновей дипломата Дмитрия Давыдовича. В марте 1519 года ездил для встречи крымских послов Апака и Ахмет-паши и наблюдал за выдачей им продовольствия.
В 1534 году отправлен гонцом в Крым для истребования шертной грамоты. В 1536 перестраивал и укреплял Великий Устюг и Вологду.
Детей не имел.